# Campo Grande
Campo Grande (phát âm tiếng Bồ Đào Nha: [ˈkɐ̃pu ˈɡɾɐ̃dʒi]) là một thành phố Brasil. Thành phố này thuộc bang Mato Grosso do Sul. Thành phố được mệnh danh là Cidade Morena ("thành phố nâu trong tiếng Bồ Đào Nha) do đất vùng này màu nâu đỏ. Dân số theo điều tra năm 2010 của Viện Địa lý và Thống kê Brasil là 787.204 người. Đây là thành phố đông dân thứ 22 của Brasil.